# چهریق سفلی
چهریق سفلی، روستایی است از توابع بخش کوهسار در شهرستان سلماس که در استان آذربایجان غربی ایران جای دارد. مردم این روستا کُرد هستند و به زبان کردی کرمانجی سخن می‌گویند.

## جمعیت
این روستا در دهستان چهریق قرار داشته و بر اساس سرشماری سال ۱۳۸۵ جمعیت آن ۳۱۰نفر (۵۴ خانوار)
بوده‌است.